# هویلاکونکا (کورانی)
هویلاکونکا (به اسپانیایی: Huilacunca) یک کوه در پرو است که در پرو واقع شده‌است. هویلاکونکا ۵٬۱۰۰ متر بالاتر از سطح دریا واقع شده‌است.